# The Show (programma televisivo)
The Show (더 쇼?, Deo syoLR) è un programma televisivo musicale sudcoreano, in onda dal 15 aprile 2011 sulla rete via cavo SBS M. Viene trasmesso in diretta ogni giovedì dalla SBS Prism Tower di Sangam-dong, Seul. Dal gennaio 2019, MTV Asia lo manda in onda in diciotto Paesi.

## Metodologia della classifica
The Show ha introdotto la propria classifica all'inizio della quarta stagione, il 28 ottobre 2014. Il vincitore viene scelto tra uno degli artisti che si esibiscono ogni settimana. Ciascuno viene giudicato in sei categorie, e quello con la valutazione migliore riceve tutti i punti previsti per la categoria considerata. Il punteggio totale massimo è di 10.000 punti. Le categorie sono le seguenti:
- Vendite digitali della canzone: 4000 punti (40%)
- Vendite fisiche dell'album: 1000 punti (10%)
- Visualizzazioni del video musicale su YouTube: 2000 punti (20%)
- Preferenze degli esperti: 1500 punti (15%)
- Voti inviati tramite l'app Starpass nei quattro giorni prima della diretta: 500 punti (5%)
- Voti inviati tramite l'app Starpass durante la diretta (abilitati solo per i tre candidati al primo posto): 1000 punti (10%)

## Conduttori

### Stagione 1
- Luna, Hyoseong (5 aprile-30 settembre 2011)
- Himchan, Hyeri (7 ottobre-16 dicembre 2011)

### Stagione 2
- Lee Min-hyuk, Yook Sung-jae (23 marzo-19 ottobre 2012)
- Zico, P. O (26 ottobre-21 dicembre 2012)

### Stagione 3
- Gyuri, Seungyeon (8 ottobre 2013-27 maggio 2014)
- Jiyeon, Hyeri, Jung Wook (3 giugno-21 ottobre 2014)

### Stagione 4
- Hyeri (28 ottobre 2014-20 gennaio 2015)
- Lee Hong-bin (3 marzo-13 ottobre 2015)
- Jiyeon, Zhou Mi (28 ottobre 2014-8 dicembre 2015)

### Stagione 5
- Zhou Mi (26 gennaio-2 agosto 2016)
- Yerin (26 gennaio-6 settembre 2016)
- Somi, Kim Woo-seok (11 ottobre 2016-25 aprile 2017)
- P.O, Jeonghwa, Yeonwoo (16 maggio-29 agosto 2017)
- Youngjae, JooE, Hohyeon (17 ottobre 2017-8 maggio 2018)
- Yeeun, Jeno, Jin Longguo (22 maggio-23 ottobre 2018)
- Yeeun, Jeno (30 ottobre 2018-26 novembre 2019)
- TAG, Dayoung, Bae Jin-young (3 dicembre 2019)
- Juyeon, Sihyeon, Kim Min-kyu (11 febbraio 2020-2 febbraio 2021)
- Oneus (9 febbraio 2021)
- Yeosang, Kim Yo-han, Jihan (2 marzo 2021-14 dicembre 2021)
- Yeosang, Kim Chae-hyun, Kang Minhee (25 gennaio 2022-14 marzo 2023)
- Yeosang, Xiaojun, Hyeongseop (dal 21 marzo 2023)